# Philipp Vassel
Philipp Vassel (* 26. August 1873 in Berlin; † 19. Dezember 1951 in Bünde) war ein deutscher Diplomat.

## Leben
Philipp Vassel wurde am 26. August 1873 in Berlin geboren. Vassel studierte Orientalistik an der Humboldt-Universität Berlin. Er schloss sein Studium 1894 mit einer Arbeit über die arabische Sprache ab. Als zweites Studium absolvierte er ein Jurastudium. Vassel beherrschte fließend Latein, Griechisch, Englisch und Französisch sowie Arabisch in zwölf Dialekten. Ferner beherrschte er Italienisch, Spanisch, Niederländisch, Russisch und Polnisch. Er wurde am 30. März 1896 promoviert.
Nach seiner Promotion trat er in den diplomatischen Dienst des Auswärtigen Amtes ein. Seine erste Stellung führte ihn am 29. Juni 1896 als Konsul nach Tanger in Marokko und am 4. April 1897 nach Casablanca. Von 1911 bis 1912 vertrat er Deutschland bei den deutsch-französischen Verhandlungen über Casablanca in Bern.
Während des Ersten Weltkriegs war Vassel im Jahr 1916 Gesandter bei der iranischen Regierung in Kermānschāh. Dort befand sich eine vom Deutschen Reich unterstützte „provisorische iranische Regierung“ unter Führung von Reza Qoli Khan Nezam al Saltaneh.
Von 1919 bis 1921 wurde Vassel als Konsul nach Arnheim in den Niederlanden, von 1921 bis 1923 nach Galatz in Rumänien und von 1923 bis 1925 nach Odessa in die Sowjetunion entsandt. Ab 1926 war er bis 1928 am Konsulat in Posen in Polen tätig. 1928 wurde er an das Konsulat in Smyrna in der Türkei entsandt.
Während des Zweiten Weltkriegs übernahm er von 1941 bis 1944 den Posten des Generalkonsuls im von den deutschen Truppen besetzten Paris. In Paris leitete er den deutschen Auslandsradiodienst für Nordafrika und den Nahen Osten.
Philipp Vassel wurde 1944 aus Krankheitsgründen vorzeitig in den Ruhestand versetzt. Er starb am 19. Dezember 1951 in Bünde in Westfalen.
Philipp Vassel war mit Anna Elisabeth Hermine Scheuch verheiratet. Aus der Ehe gingen eine Tochter und zwei Söhne hervor.